# Bükkösd
Bükkösd (németül: Wickisch) község Baranya vármegyében, a Szentlőrinci járásban.

## Fekvése
A vármegye középső-nyugati részén, a Zselic délkeleti részén fekszik, közel a Mecsek nyugati nyúlványaihoz, az Okor-patak (más néven: Bükkösdi-víz) völgyében. 
A szomszédos települések: észak és északkelet felől Hetvehely, délkelet felől Boda, dél felől Szentlőrinc és Cserdi, délnyugat felől Helesfa, északnyugat felől pedig Ibafa. Közigazgatási területe keleti irányból csúcspontosan határos még Bakonya, nyugati irányból pedig Dinnyeberki területével is. A legközelebbi város a mintegy 8 kilométerre fekvő Szentlőrinc.

### Megközelítése
A településen a 6601-es út húzódik végig nagyjából észak–déli irányban, ezen érhető el Szentlőrinc és Sásd felől is. Megyefa településrészt csak önkormányzati utak érintik.
A község központját kettészeli a Bükkösdi-víz völgyében végigfutó Budapest–Pécs-vasútvonal, amelynek egy megállási pontja is van itt. Bükkösd vasútállomás közúti elérését a 6601-es útból kiágazó 66 305-ös számú mellékút biztosítja.

## Története
A mai Bükkösd négy egyesült településből áll: A patak bal partján fekvő Megyefa 1950-től, a Bükkösdtől kb. 4 km-re északra levő Gorica (németül: Guriza) 1979-től csatlakozott a településhez, majd a Megyefától fölfelé, gyönyörű sétaúttal megközelíthető Egéd 1950-ben, ahol annak idején Jeszenszky gróf földművesei, állattartói éltek, és ahol a híres egédi nagytégla is készült. Ma már Egéden több híres művész él, lakói egyébként összetartó, egymást segítő emberek.
Neve először 1448-ban tűnik fel Naghbekes alakban. Valószínűleg a bükkös a bükkerdő főnévből alakult ki, a Megyefa a Megyefalvából alakult ki. Gorica neve 1542-ben Erdi volt. Ezt a nevet a betelepült délszlávok cserélték fel Goricával, amely szintén kis erdőt jelent.
A török megszállás alatt mindhárom falu elpusztult, csak az 1700-as években népesült be újra magyarokkal és németekkel.
A 18. században három család is birtokolta Bükkösdöt: a Horváth, a Petrovszky és a Jeszenszky.

## Közélete

### Polgármesterei
- 1990–1994: Mátis István (független)[6]
- 1994–1998: Arató József (független)[7]
- 1998–2002: Nagy József (független)[8]
- 2002–2006: Mátis István (független)[9]
- 2006–2010: Budai Zsolt (független)[10]
- 2010–2014: Budai Zsolt (független)[11]
- 2014–2019: Budai Zsolt Gábor (független)[12]
- 2019–2024: Homann János (független)[13]
- 2024– : Armbruszt János (független)[1]

## Népesség
A település népességének változása:
| Lakosok száma | 1104 | 1104 | 1098 | 1041 | 1029 | 1006 | 1009 | 1004 |
|               | 2013 | 2014 | 2015 | 2019 | 2021 | 2022 | 2023 | 2024 |

A 2011-es népszámlálás során a lakosok 76,6%-a magyarnak, 6% cigánynak, 5,8% németnek mondta magát (23,3% nem nyilatkozott; a kettős identitások miatt a végösszeg nagyobb lehet 100%-nál). A vallási megoszlás a következő volt: római katolikus 46%, református 2,6%, felekezeten kívüli 14% (37,2% nem nyilatkozott).
2022-ben a lakosság 86,8%-a vallotta magát magyarnak, 4,7% németnek, 2% cigánynak, 0,3% horvátnak, 0,2% románnak, 0,1-0,1% szlovénnek, szlováknak és ukránnak, 0,7% egyéb, nem hazai nemzetiségűnek (12,9% nem nyilatkozott; a kettős identitások miatt a végösszeg nagyobb lehet 100%-nál). Vallásuk szerint 35,3% volt római katolikus, 1,4% református, 0,1% evangélikus, 0,1% ortodox, 0,4% egyéb keresztény, 1,2% egyéb katolikus, 22,7% felekezeten kívüli (38,7% nem válaszolt).

## Nevezetességei
- Római katolikus templom – 1791-ben épült.
- Petrovszky-kastély – 1786-ban építtette barokk stílusban Petrovszky Zsigmond.[16]
- Jeszenszky-kastély[17]

## Gazdaság
A 2000-es években a község területére egy beruházó cementgyárat szeretett volna építeni, ám a lakosság egy része aláírásgyűjtéssel és több népszavazás során elutasította ezt. Így a gyár a közeli Királyegyháza mellett épült fel, a gyártás alapanyagául szolgáló mészkövet azonban a Bükkösd melletti bányából szállítják oda vasúton.

## Híres szülőtte
- Kabos László (színművész, 1894–1937)

## Képek

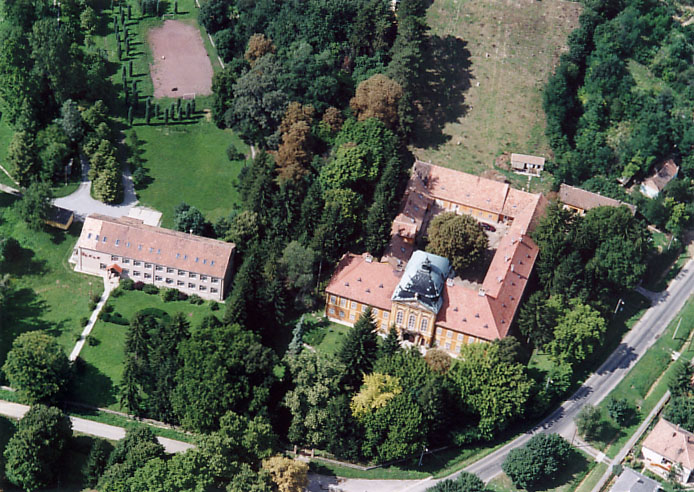
A Petrovszky-kastély
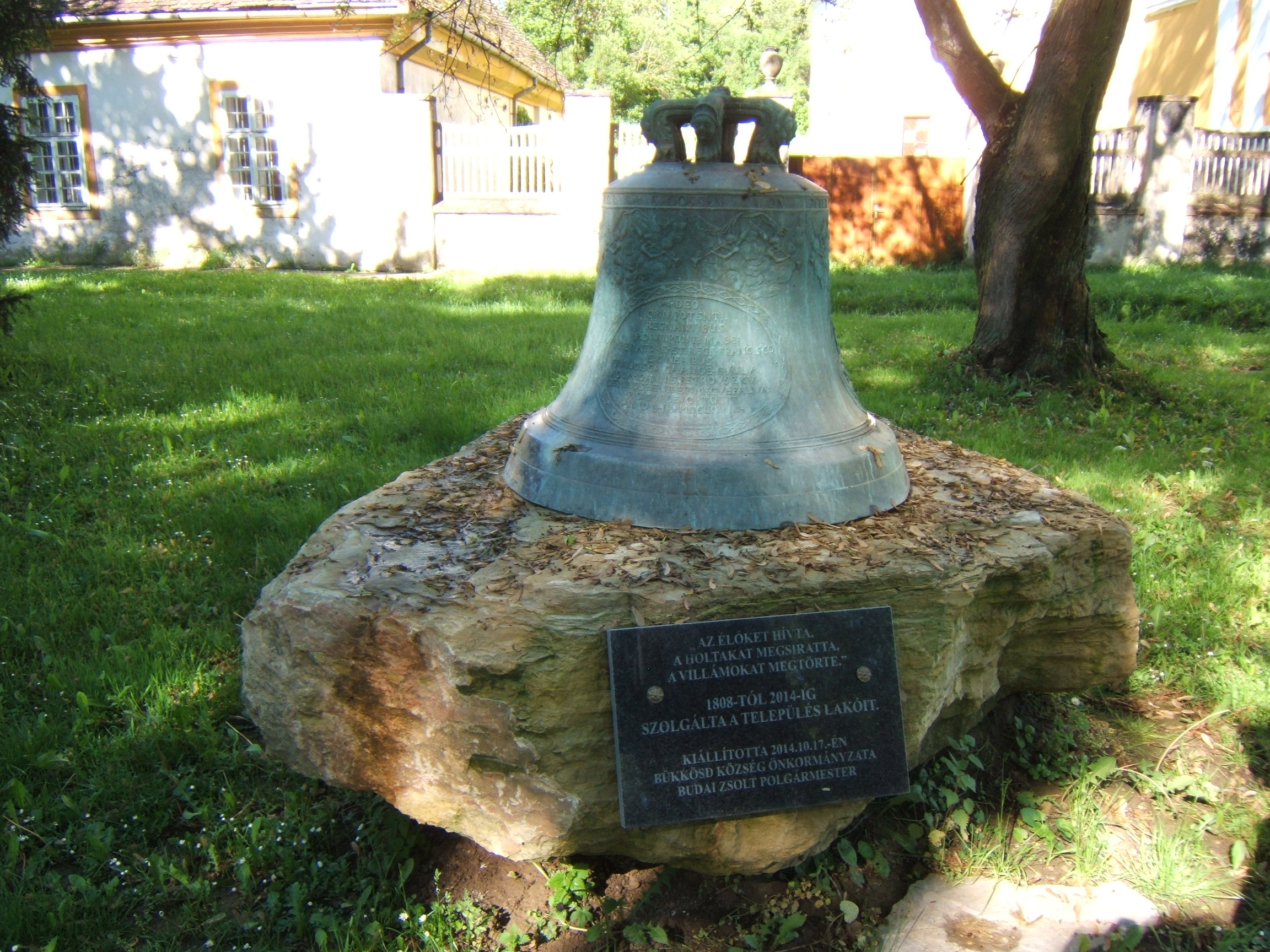
A templom régi harangja
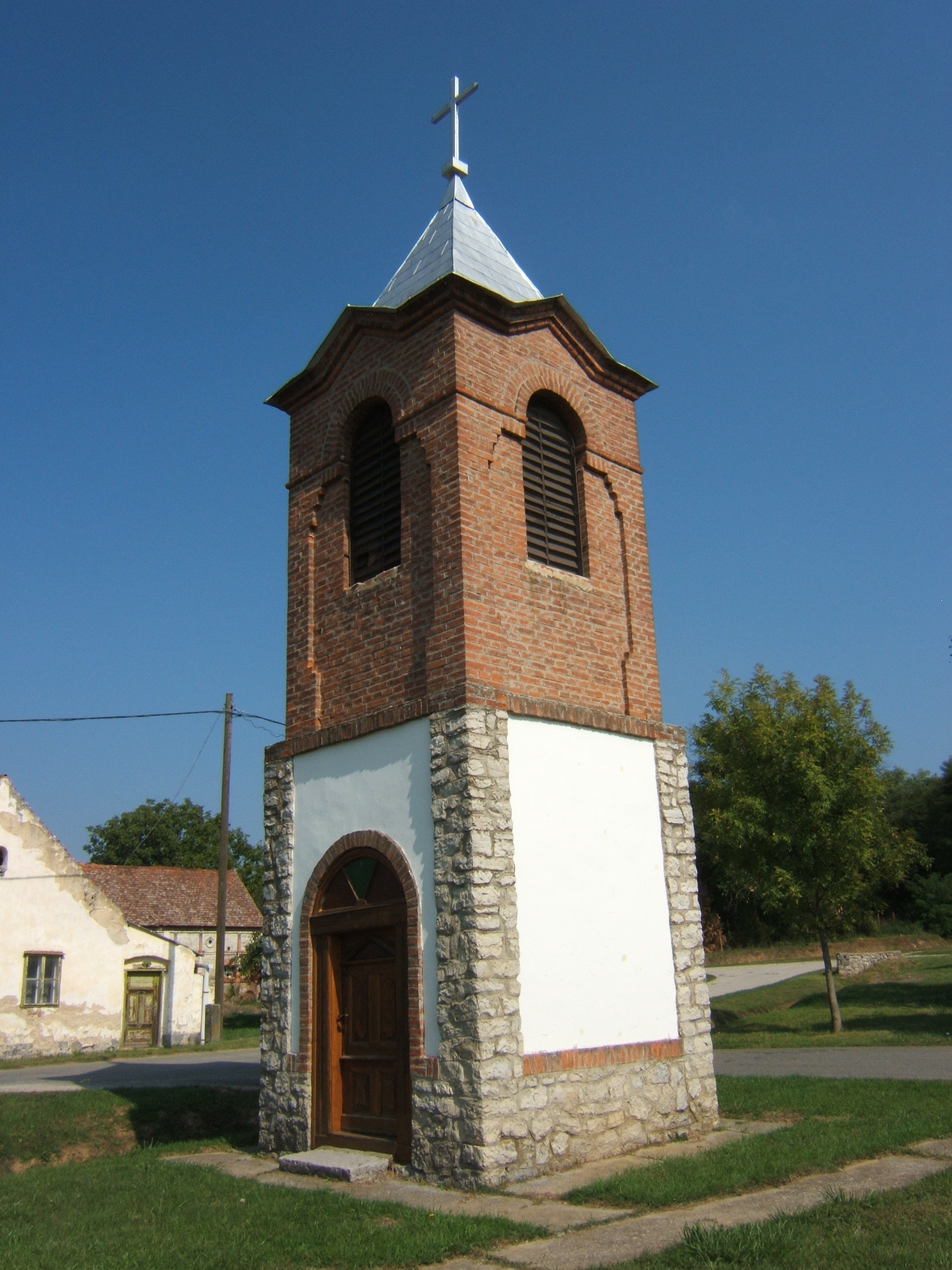
A megyefai harangtorony